# O Sol (tarô)

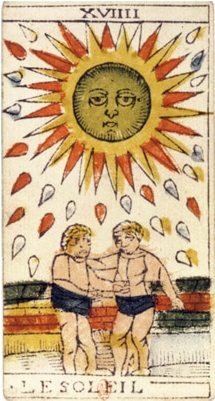
O Sol.

O Sol é o 19º arcano maior do Tarot.

## Simbologia
A carta mostra uma ou duas crianças nuas (um menino nu pouco, às vezes, cavalgando um pônei branco ou um menino e uma menina), girassóis, muitas vezes, uma parede, por vezes, um muro.

## Mensagem
ASPECTOS POSITIVOS: Durante esta fase a realização de todos os seus desejos é possível. Fase de otimismo de alegria  que dá capacidade para ver toda a beleza da vida. Capacidade para aceitar a vida conforme ela é e para viver contente com as alegrias que percebe que tem no dia-a-dia.
ASPECTOS NEGATIVOS: Esta carta dificilmente apresenta aspectos negativos, mas não são descartadas algumas possibilidades negativas quando esta carta se relaciona a outras dentro de uma leitura mais abrangente.
RELACIONAMENTOS: Relacionamentos favoráveis, felizes e gratificantes. Namoro, noivado e casamento. Se não existe um relacionamento ainda há possibilidades de iniciar um novo  que tende a ser sincero e feliz. Novas amizades podem surgir e a tendência é a de que tragam grande satisfação.
PROFISSÃO E DINHEIRO: Sucesso em todas as atividades, mas especialmente nas que se referem a arte ou que se relacionam com a beleza, a perfeição, o lazer, a alegria e todas aquelas que dependam da aprovação do público, ou de determinado público. É uma fase favorável para investimentos e publicidade. As finanças costumam fluir bem quando O Sol aparece.